# Даосизм
Даоси́зм, или уче́ние Да́о (кит. упр. 道教, пиньинь dàojiào) — учение о дао (или «пути вещей»), китайское традиционное учение, включающее элементы религии и философии. Обыкновенно различаются даосизм как определённый стиль философской критики (дао цзя) и даосизм как совокупность духовных практик (дао цзяо), но это деление является своеобразно условным. Под дао цзя подразумевают преимущественно доциньский даосизм, связываемый с текстами, авторство которых приписывается Лао-цзы и Чжуан-цзы.

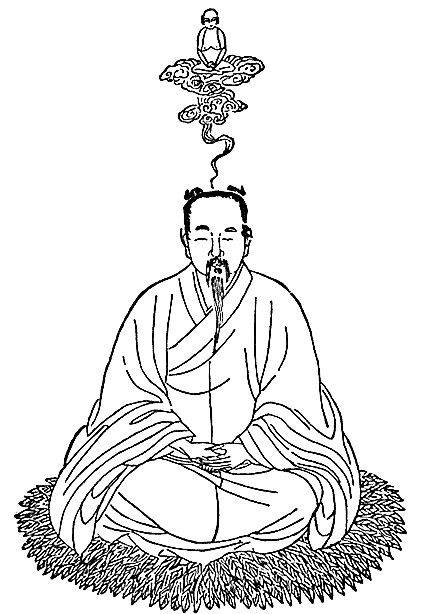
Даос, занимающийся внутренней алхимией для достижения бессмертия.

## История

### Формирование даосизма
Даосизм в стабильной религиозной организации сформировался только во II веке, но многочисленные свидетельства говорят, что даосизм возник существенно раньше, во всяком случае, в V — III веках до н. э. уже имелась развитая традиция, подготовившая элементы учения, активно использовавшиеся в Средние века.

Основными источниками даосизма послужили мистические и шаманские культы царства Чу и других «варварских» государств на юге Китая, учение о бессмертии и магические практики, развившиеся в царстве Ци и философская традиция северного Китая. 

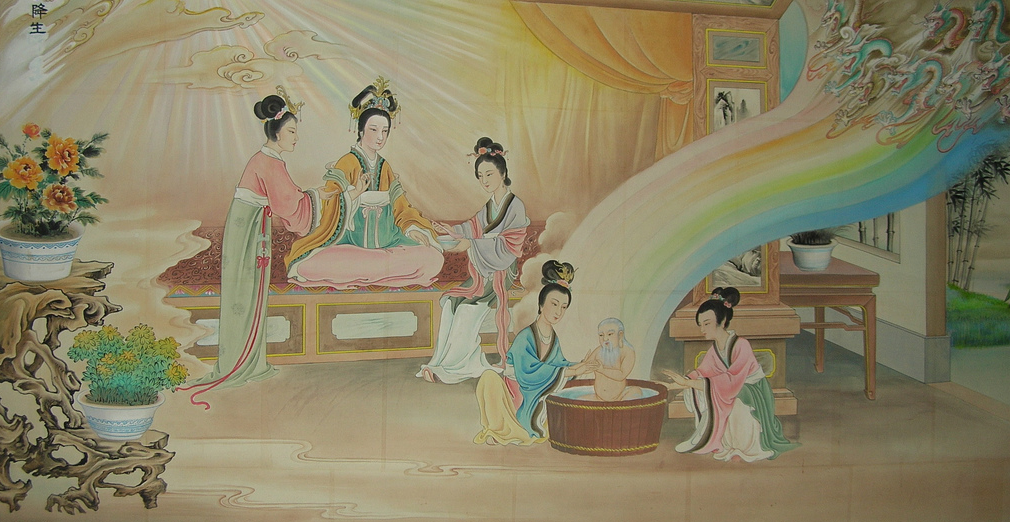
Рождение Лао-цзы, деталь настенной живописи в храме Зелёного Козла в Чэнду, Сычуань

Философские сочинения, относящиеся к даосизму, начинаются с эпохи Борющихся Царств (Чжаньго) в V веке до н. э., практически одновременно с учением Конфуция. Традиция считает основоположником даосизма легендарного Жёлтого Императора Хуанди. Несколько более достоверным основателем даосизма считается древнекитайский мудрец Лао-цзы. Даосской традицией ему приписывается авторство одной из основных книг даосизма — «Дао Дэ Цзин». Этот трактат явился ядром, вокруг которого стало формироваться учение даосизма. Ещё одним знаменитым текстом раннего даосизма является «Чжуан-цзы», автором которого является Чжуан Чжоу (369—286 гг. до н. э.), известный под именем Чжуан-цзы, в честь которого и названо его произведение.
В начале II века н. э. фигура Лао-цзы обожествляется, разрабатывается сложная иерархия божеств и демонов, возникает культ, в котором центральное место занимают гадание и обряды, «изгоняющие» злых духов. Пантеон даосизма возглавил Яшмовый владыка (Шан-ди), который почитался как бог неба, высшее божество и отец императоров («сынов неба»); за ним следовали Лао-цзы и творец мира — Пань-гу.

### Первые даосские школы
Оформление религиозного даосизма произошло во времена правления поздней династии Хань: Чжан Даолин (34 — 156) основал в провинции Сычуань школу Пять Ковшей Риса (позже — Небесных Наставников 天师) и стал её первым патриархом. Во второй половине II века предпосылкой популярности даосизма стало Восстание Жёлтых повязок 184—204: Третий Небесный наставник Чжан Лу смог получить в управление территорию Ханьчжун (пров. Шэньси), примыкающую к горам провинции Сычуань, которая стала первым даосским теократическим государством. Даосское государство потерпело поражение от Цао Цао в 215 и прекратило своё существование, тем не менее Цао Цао даровал наставнику привилегии и привлёк ко двору, отчего школа распространилась по широкой территории, в том числе на севере Китая. В эпоху Шести династий школа стала известна как Школа Небесных Наставников.

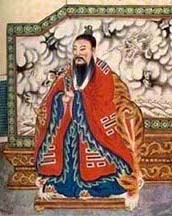
Патриарх Чжан Даолин (34 — 156) основал школу Пять Ковшей Риса (позже — Школа Небесных Наставников)

Позднее появились другие даосские школы. Важную роль в развитии даосизма сыграли школы Маошань (она же Шанцин) и Линбао.
В литературе (включая китайскую) нередко обсуждается возможность заимствований положений даосизма из индийской философии, или наоборот, перенесения даосизма в Индию и основание там буддизма. Указывается также сходство с китайской философией индийской концепции безликого Абсолюта, эманация которого сотворила видимый феноменальный мир и слиться с которым (уйти от феноменального мира) было целью брахманов. Этот вопрос неоднократно ставился в различных даосских школах. Однако детальное исследование отвергает гипотезу прямого заимствования.
Лао-цзы не мог принести в Индию философию, с которой там были знакомы не менее чем за пятьсот лет до его рождения. В своей конкретной практической деятельности даосизм в Китае мало чем напоминал практику брахманизма. На китайской почве рационализм одолевал любую мистику, оттеснял её на периферию общественного сознания, где она только и могла сохраняться. Так случилось и с даосизмом. Хотя в трактате «Чжуан-цзы» говорится о том, что жизнь и смерть — понятия относительные, акцент сделан на жизнь и то, как её следует организовать.
Мистические идеалы в этом трактате, выражавшиеся, в частности, в упоминаниях о фантастическом долголетии (800, 1200 лет) и бессмертии, которых могут достичь праведные отшельники, приблизившиеся к Дао, сыграли немаловажную роль в трансформации философского даосизма в даосизм религиозный. В этом его основное расхождение с большинством религий: стремление к бессмертию у даосов заменяет стремление к раю у последователей других верований.

### Формирование канона
К V веку н. э. складывается даосский канон Дао цзан (Сокровищница Дао), включавший уже более 250 даосских текстов по образцу буддийского канона. Окончательно Дао цзан оформился в 1607 году, когда к нему была добавлена последняя группа из 56 сочинений.

### Развитие даосизма
Даосизм почти никогда не был официальной религией — скорее представлял собой движение народных масс, одиноких практиков и отшельников. Но в недрах даосизма регулярно рождались новые идеи, которые вдохновляли учёных, политиков, писателей. Крестьянские бунты в Китае и восстания со свержением династий зарождались тоже в недрах даосизма.
Даосизм в дальнейшем разделился на два течения: школы Сунь Цзяня и Инь Вэня, с одной стороны и школа Чжуан Чжоу с другой.
В эпоху Шести династий Школа Небесных Наставников распространилась по всему Китаю, однако другие школы приобретали популярность, и влияние Небесных Наставников ослабевало. Школа была расколота, появились также Северные Небесные Наставники, а потом и Южные Небесные Наставники. Параллельно набирали силу школы Шанцин (делающая упор на визуализациях и контактом с небожителями) и Линбао (обращающая внимание на медитации, испытавшая влияние буддизма).
Позднее, в танскую эпоху, Школа Небесных Наставников была воссоздана как Школа Истинного Единого (Чжэнъи), получив особые императорские привилегии, в эпоху Сун школа Чжэнъи получила императорские привилегии и было признано её главенство над Шанцин и Линбао, а в 1304 году монгольские власти подтвердили статус школы, и заметно ослабевшие Шанцин и Линбао были поглощены и прекратили самостоятельное существование.
Ван Чунъян (XII век) и его ученики основали школу Цюаньчжэнь монастырского даосизма, которая получила распространение преимущественно на севере Китая. Таким образом в послемонгольскую эпоху даосизм стал представляться двумя основными школами — Школа Истинного Единого на юге и Цюаньчжэнь на севере.

### Упадок даосизма в Цинскую эпоху
Известно, что император Канси (1654—1722) был скептически настроен ко всякого рода суевериям и мистическим практикам. Это неудивительно, ведь он был маньчжуром и относился с безразличием к китайской философии. Так, во время одного из путешествий по югу Китая некий местный житель преподнёс ему трактат о достижении бессмертия посредством алхимии. Канси в ответ приказал швырнуть ему книгу обратно. Даосы даже самого высокого ранга также не состояли у императора в фаворитах.

### Даосизм в настоящее время

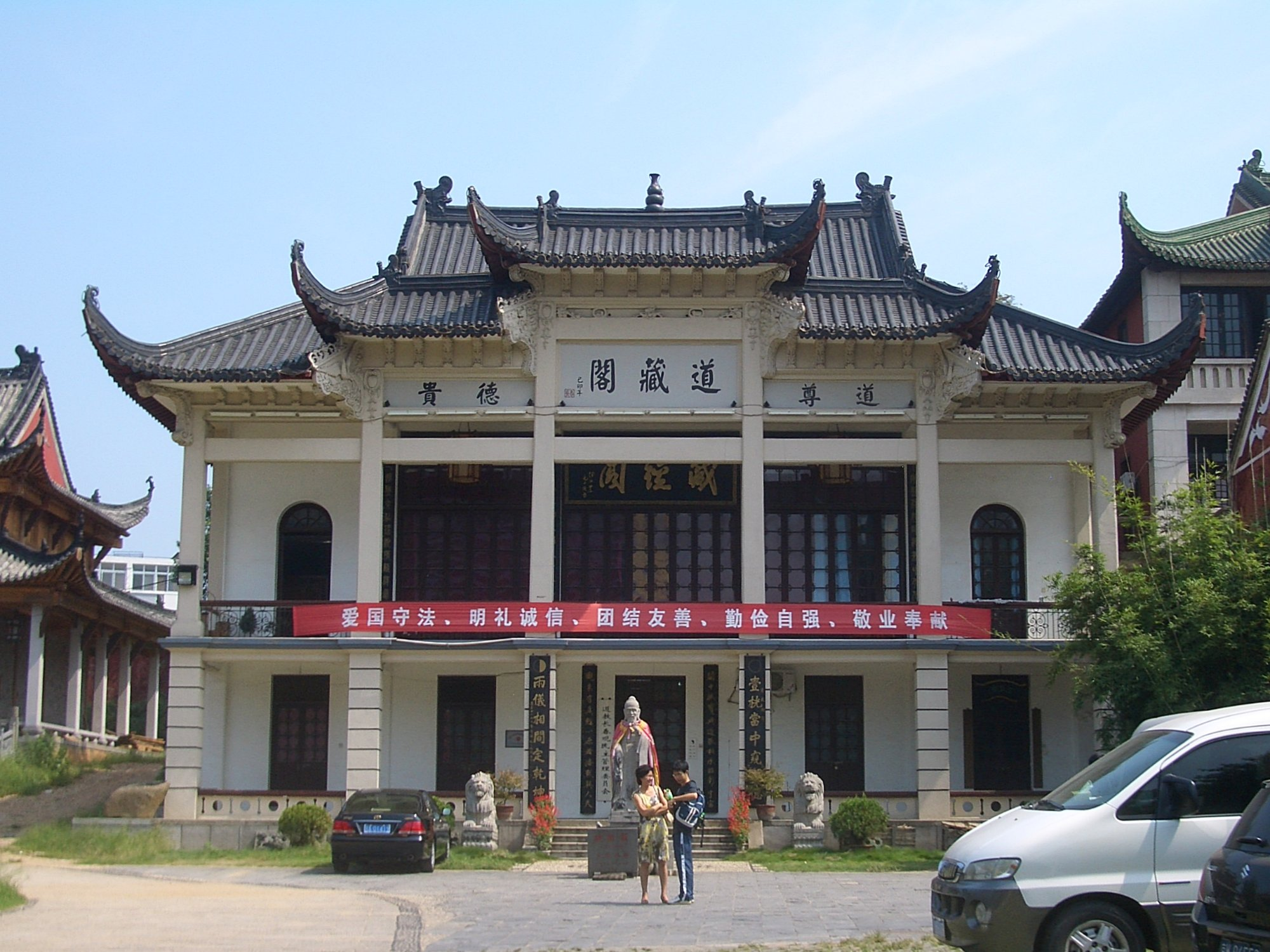
На территории даосского храма Чан Чунь (Вечная Весна) в Ухане

При Цинах даосы в очередной раз были обвинены китайскими ревнителями строгой классики в подрыве традиционных ценностей, результатом чего якобы и явилось завоевание страны «варварами». Эти учёные призывали отбросить даосизм и буддизм как окончательно скомпрометировавшие себя лжеучения и вернуться к собственным философским истокам, что в итоге выливается в литературно-общественное течение, получившее наименование хань сюэ, то есть «ханьская наука», под которой в данном случае подразумевалось классическое конфуцианство. Во время Тайпинского восстания (1850) даосские монастыри подвергаются разорению, которое вожди восставших объясняют необходимостью «борьбы с суевериями». Даосская литература изгоняется из библиотечных собраний с таким рвением, что к началу XX в. «Дао цзан» остаётся едва ли не в единственном экземпляре. Вплоть до Синьхайской революции (1911), да и позже учёные-традиционалисты не устают подвергать даосскую философию суровой критике как чрезмерно «созерцательную», парализующую волю к борьбе, подрывающую общественную нравственность и моральные устои государства. Эпохи терпимого и даже благожелательного отношения власти к даосскому умозрению сменялись периодами гонений вплоть до новейших времён. В 1960-е гг. практика преследования сторонников даосизма была возрождена деятелями «культурной революции». К концу 1970-х гг. эксцессы в отношении культурного наследия в основном прекратились, хотя относительная реабилитация даосизма и даосской философии (наряду с конфуцианством и буддизмом) началась только со времени официального провозглашения курса реформ (1978) Дэн Сяопина. На Тайване даосизм сохранил своё влияние и традиционные институты до наших дней. В КНР в настоящее время наиболее известным современным центром даосизма остаётся монастырь Байюньсы в Пекине. Философствование в даосском стиле в современном Китае продолжается по традиции преимущественно в эссеистической литературе и поэзии философского жанра.
- Всекитайская Ассоциация Даосизма

## Элементы учения
Основы даосизма, философии Лао-цзы излагаются в трактате «Дао Дэ цзин» (IV—III вв. до н. э.). В центре доктрины — учение о великом Дао, всеобщем Законе и Абсолюте. Дао многозначно, это бесконечное движение. Дао — своего рода закон бытия, космоса, универсальное единство мира. Дао господствует везде и во всём, всегда и безгранично. Его никто не создал, но всё происходит от него, чтобы затем, совершив кругооборот, снова в него вернуться. Невидимое и неслышимое, недоступное органам чувств, постоянное и неисчерпаемое, безымянное и бесформенное, оно даёт начало, имя и форму всему на свете. Даже великое Небо следует Дао.
Каждый человек, чтобы стать счастливым, должен встать на этот путь, попытаться познать Дао и слиться с ним. Согласно учению даосизма, человек-микрокосм вечен так же, как и универсум-макрокосм. Физическая смерть означает только то, что дух отделяется от человека и растворяется в макрокосме. Задача человека в своей жизни добиться, чтобы произошло слияние его души с мировым порядком Дао. Каким же образом можно достичь такого слияния? Ответ на этот вопрос содержится в учении Дао.
Пути Дао присуща сила Дэ. Именно через силу У-вэй Дао проявляется в каждом человеке. Эту силу нельзя истолковывать как усилие, а наоборот, как стремление избегать всякого усилия. У-вэй — означает «недеяние», отрицание целенаправленной деятельности, идущей вразрез с естественным порядком. В процессе жизни необходимо придерживаться принципа недеяния — принципа У-вэй. Это не бездействие. Это деятельность человека, которая согласовывается с естественным ходом миропорядка. Всякое действие, противоречащее Дао, означает пустую трату сил и приводит к неудаче и гибели. Таким образом, даосизм учит созерцательному отношению к жизни. Блаженства достигает не тот, кто стремится добрыми делами завоевать расположение Дао, а тот, кто в процессе медитации, погружения в свой внутренний мир стремится вслушаться в самого себя, а через себя вслушаться и постичь ритм мироздания. Таким образом, цель жизни осмысливалась в даосизме как возвращение к вечному, возвращение к своим корням.
Нравственный идеал даосизма — это отшельник, который с помощью религиозной медитации, дыхательных и гимнастических упражнений добивается высокого духовного состояния, позволяющего ему преодолеть все страсти и желания, погрузиться в общение с божественным Дао.
Дао проявляется через обыденную жизнь и воплощается в поступках обученных людей, хотя мало кто из них полностью «идёт по Пути». Более того, сама практика даосизма построена на сложной системе символики взаимосоответствий и единения мира общего, космического, и внутреннего, человеческого. Всё, например, пронизано единой энергией ци. Ребёнок рождается от смешения изначального ци (юань ци) отца и матери; человек живёт, лишь продолжая напитывать организм неким внешним ци (вай ци), переводя его во внутреннее состояние с помощью системы дыхательных упражнений и правильного питания. Всё по-настоящему «великое» связано с запредельным, Дао, которое при этом ежемгновенно проявляется в вещах, явлениях, поступках. Космическое здесь постоянно проецируется на человеческое и проступает в особом витальном «энергетизме», энергетической потенции, как самого Дао, так и людей, которые смогли в полной мере постичь его. Сам путь Дао воспринимается как начало энергетическое, одухотворяющее, например, в «Чжуан-цзы» сказано: «Он одухотворил божества и царей, породил Небо и Землю».

### Основные категории даосизма
- Дао (道) — буквально «путь», в даосизме — бытие и изменение Вселенной в самом общем смысле. Безличностная сила, воля вселенной, которой соответствует порядок всех вещей в мире.
- Дэ (德) — буквально «добродетель» или «мораль». Добродетель, данная свыше (от Дао), не имеет характеристики физического, силового воздействия, в отличие от греческого «арете». Благодать, огромная духовная мощь, которой Небо наделяло правителя Китая и которую он мог передавать своим подданным
- У-вэй (無為) — буквально «недеяние» — понимание того, когда надо действовать, а когда бездействовать
- Пу (樸) — буквально «необработанный кусок дерева» олицетворяет энергию нетронутых природой предметов, если проще, то простоту души, душу пу.

### Компоненты даосизма
- Даосская философия
- Три сокровища (даосизм)
- Книга Перемен, особенно почитаемая в конфуцианстве и даосизме
- Даосское учение о бессмертии, внешняя алхимия, внутренняя алхимия
- Даосская медитация
- Даосский пантеон
- Хуантинцзин — «Канон Жёлтого Двора»
- Шанцин — «Школа Высшей Чистоты»

## Видные фигуры в даосизме
- Хуан-ди — легендарный правитель Китая и мифический персонаж, считается основателем даосизма
- Лао-цзы — древнекитайский философ VI—V веков до н. э., один из основателей даосизма
- Чжан Даолин — основатель первой устойчивой даосской организации (Пять Ковшей Риса) в Ханьскую эпоху
- Гэ Сюань — легендарный даос, на сочинения которого опирается традиция Линбао
- Гэ Хун — китайский даосский учёный и алхимик, внучатый племянник Гэ Сюаня, написавший энциклопедический труд Баопу-цзы по внешней алхимии
- Гэ Чаофу — внучатый племянник Гэ Хуна, основатель школы Линбао
- Коу Цяньчжи — реформатор Школы Небесных Наставников, впервые добившийся провозглашения даосизма государственной религией
- Ян Си — даос, основатель школы Шанцин
- Тао Хунцин — даосский энциклопедист, укрепивший школу Шанцин
- Люй Дунбинь — легендарный патриарх, входит в Восемь Бессмертных
- Чэнь Туань — знаменитый даос с горы Уданшань, повлиявший на общественную мысль в Китае
- Ван Чунъян — основатель школы Цюаньчжэнь
- Чжан Саньфэн — даос с горы Уданшань, которого считают основателем нескольких систем гимнастики, в том числе Тайцзицюань

## Даосизм и другие учения

### Даосизм иконфуцианство
Даосизм, с его концепцией недеяния, традиционно находился в оппозиции к конфуцианству, проповедовавшему службу государю и обществу. Это противостояние было настолько глубоким, что нашло отражение даже в деятельности иезуитских миссионеров: так, Маттео Риччи состоял в тесном контакте с конфуцианской элитой и отвергал даосизм как языческую практику — в то время как его оппонент, Микеле Руджиери, утверждал сходство между понятиями Дао и логос.
Об интеграции элементов даосизма в конфуцианство см. неоконфуцианство.

### Даосизм и буддизм
Первой даосской школой, возникшей на изучении буддийских трактатов, была школа Линбао. Её основатель Гэ Чаофу перенял из буддизма представление о перерождениях в пяти мирах и в сильно упрощённом виде элементы космологии. При этом даосы не оставили практику достижения бессмертия, однако усовершенствовали понятие бессмертия, отказавшись от буквальной трактовки бесконечного пребывания в том же земном теле, и введя для небожителей другие миры — счастливые земли, острова бессмертных и т. д. Из буддийской теории перерождений следовало учение о карме и воздаянии. Позднее буддийские элементы стали привычны для даосских школ, которые переняли также буддийские методы медитации.

### Синкретические учения
- Као Дай

## Даосизм в традиционном образовании
Популярность даосизма в ранний имперский период сказалась на том, что «Лао-цзы» в эпоху Тан (618—907) являлся одним из текстов в программе на сдачу имперских экзаменов кэцзюй. В 1080—1120 гг. эпохи Сун (960—1279) было возможно получение «степени по даосизму» даокэ. Впоследствии, однако, даосская литература исчезла из экзаменационной программы.